# Batayporã
Batayporã é um município brasileiro do estado de Mato Grosso do Sul. Sua população estimada em 2022 era de 10.712 habitantes.